# Tweede Kamerverkiezingen in het kiesdistrict 's-Gravenhage III
Tweede Kamerverkiezingen in het kiesdistrict 's-Gravenhage III geeft een overzicht van verkiezingen voor de Nederlandse Tweede Kamer in het kiesdistrict 's-Gravenhage III in de periode 1897-1918.
Het kiesdistrict 's-Gravenhage III werd ingesteld in 1897, toen het meervoudige kiesdistrict 's-Gravenhage gesplitst werd in drie enkelvoudige kiesdistricten, 's-Gravenhage I, 's-Gravenhage II en 's-Gravenhage III. Tot het kiesdistrict behoorde een gedeelte van de gemeente 's-Gravenhage.
Het kiesdistrict 's-Gravenhage III vaardigde in dit tijdvak per zittingsperiode één lid af naar de Tweede Kamer. 
Legenda
- cursief: in de eerste verkiezingsronde geëindigd op de eerste of tweede plaats, en geplaatst voor de tweede ronde;
- vet: gekozen als lid van de Tweede Kamer.

## 15 juni 1897
De verkiezingen werden gehouden na ontbinding van de Tweede Kamer.
|                                | 15 juni | 25 juni |
| ------------------------------ | ------- | ------- |
| Kiesgerechtigden               | 5.586   | 5.586   |
| Opkomst                        | 4.078   | 4.264   |
| Geldige stemmen                | 4.027   | 4.243   |
| Blanco stemmen                 | 51      | 21      |
| Kandidaten                     |         |         |
| J.M. Pijnacker Hordijk         | 1.425   | 2.407   |
| J.D. van Wassenaer van Rosande | 961     | 1.836   |
| H.J.G. van Hoogstraten         | 885     |         |
| H.D. Guyot                     | 756     |         |

## 14 juni 1901
De verkiezingen werden gehouden na ontbinding van de Tweede Kamer.
|                        | 14 juni |
| ---------------------- | ------- |
| Kiesgerechtigden       | 7.014   |
| Opkomst                | 4.605   |
| Geldige stemmen        | 4.532   |
| Blanco stemmen         | 73      |
| Kandidaten             |         |
| J.M. Pijnacker Hordijk | 2.434   |
| G.J.C.A. Pop           | 1.331   |
| A. Hoogenraad          | 767     |

## 16 juni 1905
De verkiezingen werden gehouden na ontbinding van de Tweede Kamer.
|                        | 16 juni | 28 juni |
| ---------------------- | ------- | ------- |
| Kiesgerechtigden       | 9.253   | 9.253   |
| Opkomst                | 7.316   | 7.280   |
| Geldige stemmen        | 7.235   | 7.245   |
| Blanco stemmen         | 81      | 35      |
| Kandidaten             |         |         |
| J.C. Jansen            | 3.090   | 4.608   |
| W.C.A. van Vredenburch | 2.572   | 2.637   |
| E.B. Kielstra          | 1.111   |         |
| P.J. Troelstra         | 406     |         |
| H. van Munster         | 56      |         |

## 11 juni 1909
De verkiezingen werden gehouden na ontbinding van de Tweede Kamer.
|                  | 11 juni |
| ---------------- | ------- |
| Kiesgerechtigden | 12.084  |
| Opkomst          | 7.723   |
| Geldige stemmen  | 7.620   |
| Blanco stemmen   | 103     |
| Kandidaten       |         |
| J.C. Jansen      | 4.507   |
| H.J. de Groot    | 2.716   |
| J. Bleeker       | 397     |

## 17 juni 1913
De verkiezingen werden gehouden na ontbinding van de Tweede Kamer.
|                   | 17 juni |
| ----------------- | ------- |
| Kiesgerechtigden  | 15.130  |
| Opkomst           | 11.179  |
| Geldige stemmen   | 11.049  |
| Blanco stemmen    | 130     |
| Kandidaten        |         |
| J.C. Jansen       | 6.380   |
| J.G. Suring       | 2.853   |
| F.W.N. Hugenholtz | 1.314   |
| P.J. Muller       | 502     |

## 15 juni 1917
De verkiezingen werden gehouden na ontbinding van de Tweede Kamer.
|                               | 15 juni |
| ----------------------------- | ------- |
| Kiesgerechtigden              | 19.286  |
| Opkomst                       | 6.035   |
| Geldige stemmen               | 5.856   |
| Blanco stemmen                | 179     |
| Kandidaten                    |         |
| J.C. Jansen                   | 3.803   |
| J.O. de Jong van Beek en Donk | 1.673   |
| L.L.H. de Visser              | 380     |

## Opheffing
De verkiezing van 1917 was de laatste verkiezing voor het kiesdistrict 's-Gravenhage III. In 1918 werd voor verkiezingen voor de Tweede Kamer overgegaan op een systeem van evenredige vertegenwoordiging met kandidatenlijsten van politieke partijen.